# Lista de deputados estaduais do Ceará da 18.ª legislatura
Essa é uma lista de deputados estaduais do Ceará eleitos para o período 1979-1983. Foram eleitos 44 deputados.

## Composição das bancadas
| Partido | Líder            | Bancada | Posição  |
| ------- | ---------------- | ------- | -------- |
| ARENA   | Ubiratan Aguiar  | 22 / 33 | Governo  |
| MDB     | Humberto Bezerra | 11 / 33 | Oposição |

## Deputados estaduais
| Número | Deputados estaduais eleitos          | Partido | Votação | Percentual | Cidade onde nasceu      | Unidade federativa |
| 11760  | Airton Maia Nogueira                 | ARENA   | 15.984  |            | Fortaleza               | Ceará              |
| 11399  | Alfredo Almeida Machado              | ARENA   | 21.990  |            | Quixeramobim            | Ceará              |
| 11124  | Antônio de Almeida Jacó              | ARENA   | 19.191  |            | Redenção                | Ceará              |
| 11150  | Antônio Soares Cavalcanti            | ARENA   | 26.612  |            | Crateús                 | Ceará              |
| 15553  | Antônio Eufrasino Neto               | MDB     | 13.669  |            | Poranga                 | Ceará              |
| 11328  | Antônio Gerôncio Bezerra e Silva     | ARENA   | 18.405  |            | Russas                  | Ceará              |
| 11570  | Antônio Gomes da Silva Câmara        | ARENA   | 18.702  |            | Tauá                    | Ceará              |
| 11871  | Aquiles Peres Mota                   | ARENA   | 23.409  |            | Ipueiras                | Ceará              |
| 11250  | Carlos Alberto Cruz                  | ARENA   | 16.750  |            | Juazeiro do Norte       | Ceará              |
| 15526  | Carlos Eduardo Benevides Neto        | MDB     | 26.323  |            | Fortaleza               | Ceará              |
| 11555  | Deusimar Emídio Maciel               | ARENA   | 17.964  |            | Brejo Santo             | Ceará              |
| 11605  | Douvina Aleuda Eduardo de Castro     | ARENA   | 30.836  |            | Limoeiro do Norte       | Ceará              |
| 11455  | Etevaldo Nogueira                    | ARENA   | 25.011  |            | Pedro II                | Piauí              |
| 11345  | Filinto Elísio Belchior Aguiar       | ARENA   | 15.661  |            | Cariré                  | Ceará              |
| 15653  | Francisco Castelo de Castro          | MDB     | 11.410  |            | Mombaça                 | Ceará              |
| 11771  | Francisco Diógenes Nogueira          | ARENA   | 16.658  |            | Jaguaribe               | Ceará              |
| 11272  | Francisco Erivano Cruz               | ARENA   | 22.103  |            | Barbalha                | Ceará              |
| 11446  | Francisco Fernando Alcântara Mota    | ARENA   | 22.382  |            | São Gonçalo do Amarante | Ceará              |
| 11515  | Francisco Figueiredo de Paula Pessoa | ARENA   | 22.423  |            | Sobral                  | Ceará              |
| 11284  | Francisco Fonseca Coelho             | ARENA   | 15.878  |            | Tamboril                | Ceará              |
| 11257  | Francisco Rocha Aguiar               | ARENA   | 21.332  |            | Camocim                 | Ceará              |
| 15935  | Irapuan Dinajá Cavalcante Pinheiro   | MDB     | 14.893  |            | Solonópole              | Ceará              |
| 11992  | João Quariguasi Frota Sobrinho       | ARENA   | 17.280  |            | Granja                  | Ceará              |
| 11355  | João Viana de Araújo                 | ARENA   | 16.306  |            | Cedro                   | Ceará              |
| 15590  | Joaquim Aílton Alexandre Filho       | MDB     | 14.390  |            | Iguatu                  | Ceará              |
| 11461  | José Batista de Oliveira             | ARENA   | 15.906  |            | Pacatuba                | Ceará              |
| 15109  | José Everardo Silveira               | MDB     | 15.777  |            | Baturité                | Ceará              |
| 11202  | José Gomes da Silva                  | ARENA   | 19.200  |            | Uruburetama             | Ceará              |
| 15545  | José Humberto Bezerra Lima           | MDB     | 15.428  |            | Crateús                 | Ceará              |
| 11672  | José Mário Barbosa                   | ARENA   | 23.994  |            | Maranguape              | Ceará              |
| 11458  | José Parente Prado                   | ARENA   | 19.697  |            | Sobral                  | Ceará              |
| 15163  | José Paulino de Aguiar Rocha         | MDB     | 17.495  |            | Serra da Meruoca        | Ceará              |
| 11340  | José Walfrido Monteiro               | ARENA   | 21.227  |            | Icó                     | Ceará              |
| 11144  | José Vieira Filho (Mazim)            | ARENA   | 17.200  |            | Boa Viagem              | Ceará              |
| 15643  | José Wilson Machado Borges           | MDB     | 14.461  |            | Caririaçu               | Ceará              |
| 11244  | Júlio Gonçalves Rêgo                 | ARENA   | 16.521  |            | Tauá                    | Ceará              |
| 11861  | Luiz Otacílio Correia                | ARENA   | 17.930  |            | Várzea Alegre           | Ceará              |
| 11389  | Marconi José Figueiredo de Alencar   | ARENA   | 27.537  |            | Juazeiro do Norte       | Ceará              |
| 11912  | Maria Lúcia Magalhães Corrêa         | ARENA   | 15.875  |            | Senador Pompeu          | Ceará              |
| 15299  | Maria Luíza Fontenele                | MDB     | 18.133  |            | Serra do Estêvão        | Ceará              |
| 11464  | Orlando Bezerra de Menezes           | ARENA   | 40.763  |            | Juazeiro do Norte       | Ceará              |
| 11697  | Orzete Filomeno Ferreira Gomes       | ARENA   | 17.412  |            | Acaraú                  | Ceará              |
| 11898  | Ubiratan Aguiar                      | ARENA   | 25.664  |            | Cedro                   | Ceará              |
| 15530  | Wilson Magalhães Monteiro            | MDB     | 14.043  |            | Canindé                 | Ceará              |